# Примус до миру

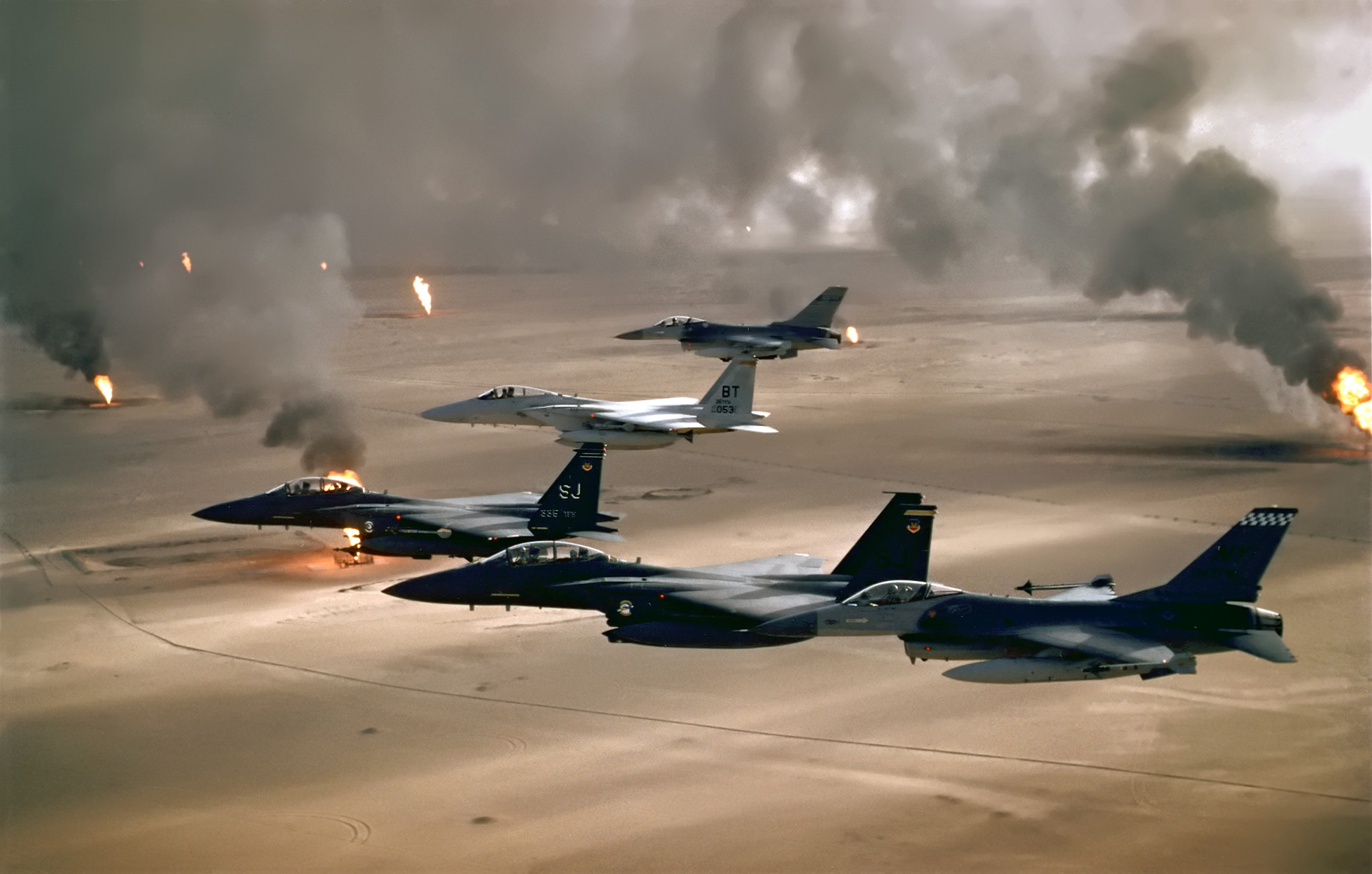
Війна в Перській затоці є прикладом виконання ООН резолюції про виведення іракських військ з Кувейту.

Примус до миру — це використання військової сили для примусу до миру в конфлікті, як правило, проти волі учасників бойових дій (комбатантів). Для цього, зазвичай, потрібна більша військова сила, ніж для миротворчих операції. Організація Об'єднаних Націй через свою Раду Безпеки згідно з Розділом VII свого статуту має можливість дозволити застосування сили для виконання своїх резолюцій і вже створених умов припинення вогню.

## Опис
Примус до миру відрізняється від миротворчості тим, що діяльність з примусу до миру, як правило, використовується для встановлення миру після порушення перемир'я або для примусу до миру, якого вимагає ООН. На відміну від миротворчості, примус до миру вимагає більшої військової сили та тому найкраще здійснюється добре озброєними силами. Проте, загалом, він не в змозі створити тривалий мир, оскільки не робить нічого для розв'язання глибинних проблем, які спричинили сам конфлікт.
Одним із найвідоміших прикладів примусу до миру було втручання ООН під час війни в Перській затоці з метою витіснення іракської армії Саддама Хусейна з Кувейту. Таким чином ООН змогла змусити Ірак виконати свої резолюції, які вимагали його виходу з регіону.

У доповіді про миротворчість і примус до миру в 1990-х роках для армії Сполучених Штатів встановлено цю різницю між примусом до миру та підтриманням миру:
Миротворчість — роль, яку ООН відіграє протягом багатьох років, є відносно простою і, незважаючи на труднощі, порівняно легкою. Миротворчість передбачає моніторинг і дотримання режиму припинення вогню, про який домовилися два або більше колишніх комбатантів. Це відбувається в атмосфері, коли існує мир і коли колишні комбатанти мінімально віддають перевагу миру, а не продовженню війни. Примус до миру, як його використовує Об'єднаний комітет начальників штабів США, передбачає фізичне втручання збройних сил для роз'єднання комбатантів, що продовжують воювати, з метою встановлення режиму припинення вогню, якого не існує. Бутрос-Галі, з іншого боку, використовує цей термін для позначення дій, спрямованих на запобігання порушенню режиму припинення вогню або на відновлення режиму припинення вогню, який було порушено. Це тонка різниця, але вона передбачає наявність певної волі до миру. Американська версія більш реалістично описує інше, набагато складніше питання. За визначенням, в ситуації, для якої примус до миру є потенційно прийнятною відповіддю, війна, а не мир, описує ситуацію, і один або кілька учасників бойових дій вважають за краще, щоб вона була саме такою. Це означає, що, на відміну від миротворців, примус до миру часто не вітається однією або обома сторонами. Скоріше, вони є активними борцями, які повинні нав'язати припинення вогню, проти якого виступають одна або обидві сторони; в процесі цього нейтралітет, який відрізняє миротворців, швидше за все, буде втрачено.